# Joseph Koeth
Joseph Koeth est un homme politique allemand, né le 7 juillet 1870 à Lohr am Main (Royaume de Bavière) et mort le 22 mai 1936 à Berlin.
Il est ministre de l'Économie en 1923.
Il est le premier président du Volksbund Deutsche Kriegsgräberfürsorge entre 1919 et 1923.